# Juan de Barrios

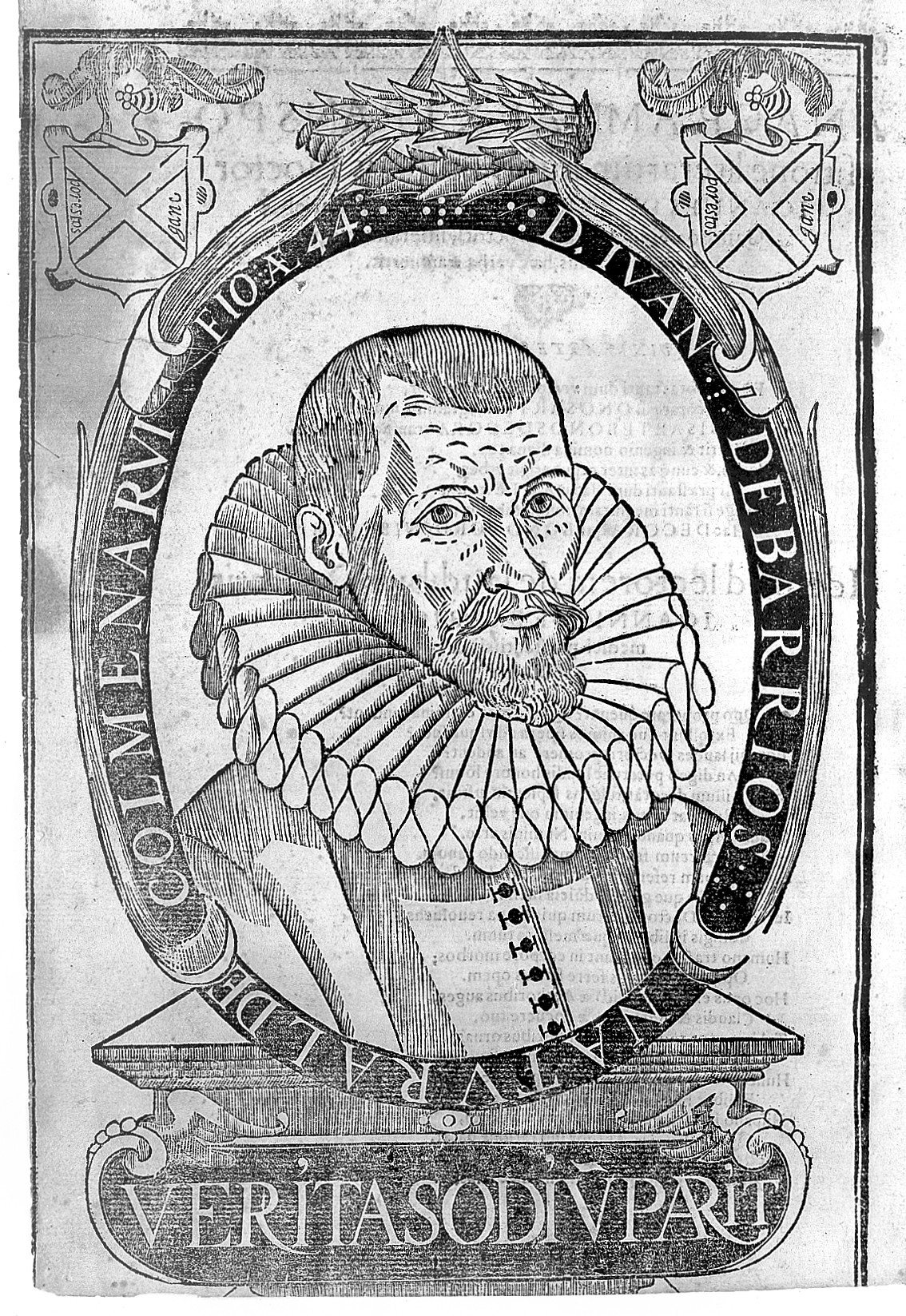
Retrato de Juan de Barrios

Juan de Barrios Vega (Colmenar Viejo, 1563-Madrid, c. 1646) fue un médico, cirujano y astrólogo español.

## Biografía
Nació en Colmenar Viejo (Madrid) en 1563, hijo de Juan de Barrios, barbero y sangrador, y Ana Vega. Estudió medicina en varias universidades como la de Alcalá de Henares, Lérida, Valencia y Sevilla. Se desconoce en cuál recibió el título, pero según Hernández Morejón fue en la de Valladolid. Emigró a Ciudad de México en 1589, donde escribió De la verdadera cirugía, medicina y astrología (1607) y, según Antonio de León Pinelo, Libro en el cual se trata del chocolate, qué provechos haya y si sea bebida saludable ó no, y en particular de todas las cosas que lleva, y qué receta conviene para cada persona y cómo se conocerá cada uno de qué complexión sea para que pueda beber el chocolate, de suerte que no le haga mal (1609). Del primero Hernández Morejón destaca sus ideas sobre las fiebres intermitentes perniciosas, que de Barrios dice que sufrió, y sobre la conducción de agua a Ciudad de México. El segundo libro incluye recetas de chocolate en función del sexo y temperamento (sanguíneo, flemático o melancólico) de quien lo toma. Regresó a España en 1644 y murió en Madrid en torno a 1646.